# Элиминация (биология)
Элиминация (от лат. elimino — выношу за порог, удаляю) — в биологии — процесс вымирания отдельных особей, групп особей или целых популяций, а также их устранение от размножения в результате различных факторов среды. К числу таких факторов могут относиться биотические (например, конкуренция), физические и антропогенные факторы.
Выделяют два типа элиминации:
1. Неизбирательную элиминацию, или общую. Причиной такой элиминации являются факторы, превосходящие адаптивные возможности популяции, на которую производится их воздействие. К таким факторам могут относиться стихийные бедствия, либо масштабные воздействия, оказываемые человеческой деятельностью. Однако и в этом случае эволюционное значение адаптаций велико, поскольку более приспособленная особь перед случайной смертью имеет больше шансов оставить потомство и, следовательно, передать ему свои признаки. И хотя избирательность у общей элиминации отсутствует, но существует статистическая вероятность, что в числе выживших окажутся потомки наиболее плодовитых особей.
2. Избирательную элиминацию. Причиной этого типа элиминации является устранение из популяции в ходе борьбы за существование особей с низкой относительной приспособленностью. Таким образом, индивидуальная элиминация приводит к выживанию и размножению наиболее приспособленных особей и, соответственно, вместе с конкуренцией лежит в основе естественного отбора.

Избирательная элиминация может быть прямой и косвенной. 
Прямая избирательная элиминация выражается в гибели особи в результате непосредственного действия фактора (биотического или абиотического). Например, хищнику легче догнать зайца, который бегает медленнее, поэтому такие особи элиминируются, а выживают более быстроногие зайцы. Примером действия абиотического фактора прямой избирательной элиминации является гибель медведей, которые не смогли достаточно хорошо подготовиться к спячке и не накопили достаточного количества жира. Такие особи выходят из спячки раньше обычного, во время зимы (их называют шатунами). Поскольку корма для них в это время еще нет, они обычно погибают. Особи в популяции различаются по способности находить пищу, выдерживать голодание, жажду и т. д. Такой вид элиминации способствует сохранению особей с наиболее выраженными защитными способностями.
При косвенной избирательной элиминации гибель особи происходит не от первоначально действующего фактора, а от его последствий. Примером косвенной элиминации будет гибель зайца, который сумел избежать зубов хищника, но получил некоторые ранения. Впоследствии инфицированные раны могут послужить действительной причиной смерти животного, но эта причина опосредована ранее нанесенными повреждениями.